# Friedrich III. zu Leiningen-Westerburg-Altleiningen

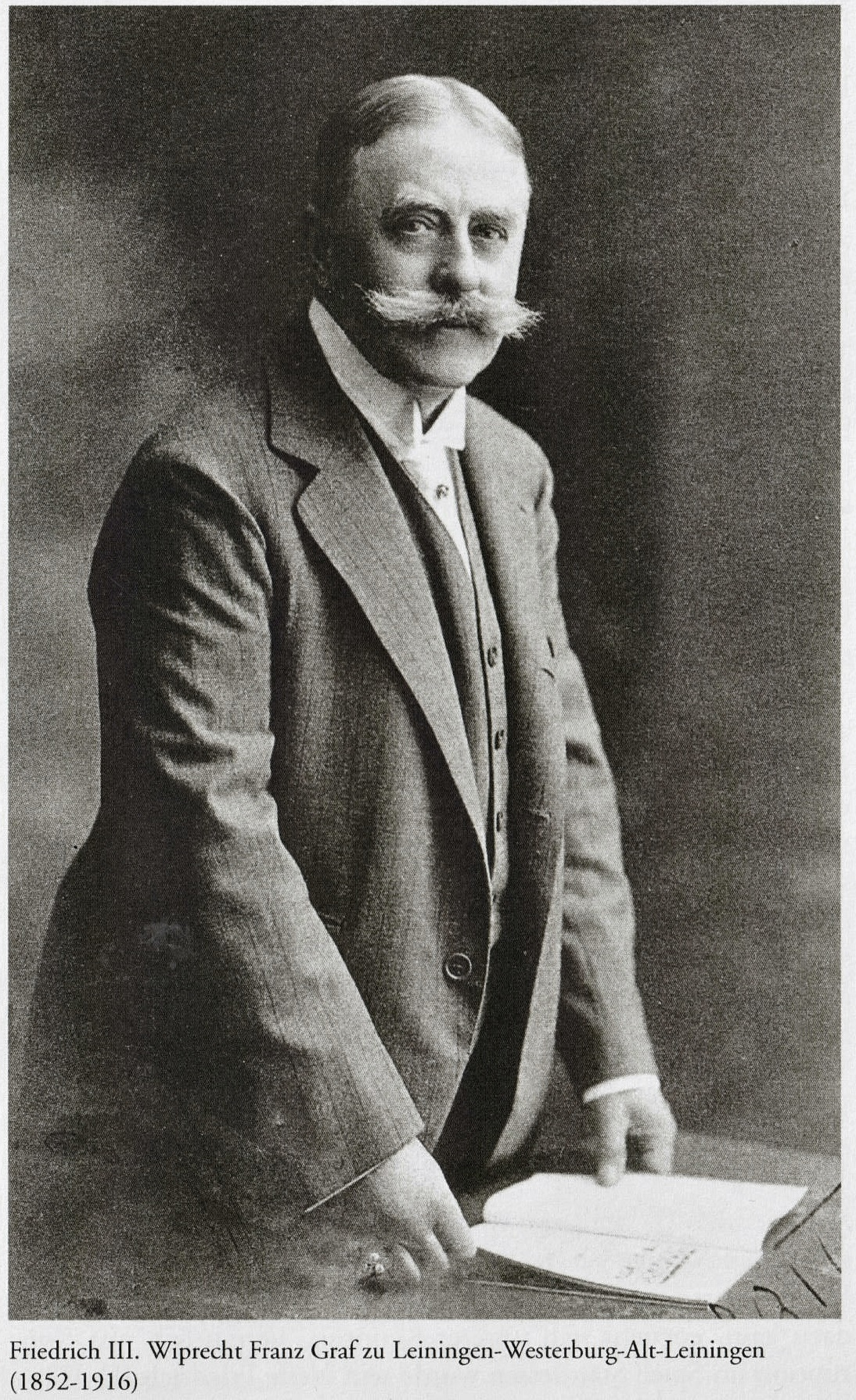
Graf Friedrich III. zu Leiningen-Westerburg-Altleiningen

Friedrich III. Wiprecht Franz Graf zu Leiningen-Westerburg-Altleiningen (* 30. Dezember 1852 in Laibach heute Ljubljana (Slowenien); † 7. Februar 1916 in Schloss Ilbenstadt (heute Ortsteil von Niddatal, Hessen-Darmstadt)) war ein deutscher Graf aus dem Adelsgeschlecht Leiningen, Standesherr und Abgeordneter.

## Familie und Leben
Friedrich III. zu Leiningen-Westerburg-Altleiningen war der Sohn des Grafen Johann Ludwig Graf zu Leiningen-Westerburg-Altleiningen (1807–1864), Sohn des Friedrich I. Ludwig Christian Graf von Leiningen-Westerburg-Altleiningen, und dessen Ehefrau Josephine Ernestine Freiin von und zu Stadel-Kornberg aus Görz (1815–1869), Tochter des Georg Reichsfreiherr von und zu Stadel-Kornberg aus Görz und der Josefine Francisca Freiin von Königsbrunn.
Friedrich III. zu Leiningen-Westerburg-Altleiningen heiratete am 11. März 1875 in Genf Hermine Luise Sophie Olga von Braillard (* 13. Januar 1851; † 20. Oktober 1937), Tochter des Jean Charles Braillard, Professor, Präsident des Verwaltungsrates der Stadt Genf. Die Ehe wurde 1895 geschieden. In zweiter Ehe heiratete er am 17. Mai 1907 in Klagenfurt Maria Theresia Henriette Elisabeth Freiin Schluga von Rastenfeld (* 26. Dezember 1884; † nach 1920 in Budapest), Tochter des Oskar Freiherr Schluga von Rastenfeld und der Elisabeth Freiin Huebmershofen von Silbernagl.
1877–1887 als Standesherr Mitglied der Ersten Kammer des Landtags des Großherzogtums Hessen, ab 1877 zum Eintritt berechtigt, jedoch Aufnahme in die Kammer 1887 wegen Unebenbürtigkeit verweigert, danach ruhte der Sitz, 1870–1872 Vormundschaftsvertretung durch Viktor Graf zu Leiningen-Westerburg-Altleiningen. 1881–1884 war er Mitglied des Nassauischen Kommunallandtags des preußischen Regierungsbezirks Wiesbaden bzw. des Provinziallandtages der preußischen Provinz Hessen-Nassau für die Standesherrschaft Westerburg.

## Nachkommen
- Gustav Friedrich Oskar (* 8. Februar 1876; † 23. Juli 1929)
- Ernst Hesso Viktor (* 4. Mai 1877; † 14. Januar 1890)
- Eleonore Margarete Ernestine Olga (* 6. März 1880; † 8. November 1942)
- Hilda (* 4. Januar 1886; † 1974).[3]